# Ирзеньга
Ирзеньга — деревня в Вельском районе Архангельской области. Входит в состав Муниципального образования «Благовещенское».

## География
Деревня расположена в 76 километрах на север от города Вельска, на левом берегу реки Устья притока Ваги. Ближайшие населённые пункты: на северо-востоке деревня Рушановская, на севере, на противоположенном берегу реки, деревня Андрейковская.

## Население
| 2002 | 2010 | 2012 | 2014 |
| ---- | ---- | ---- | ---- |
| 5    | ↘3   | →3   | ↗5   |

## История
Указана в «Списке населённых мест по сведениям 1859 года» в составе Вельского уезда Вологодской губернии под номером «2404» как «Ирзенская». Насчитывала 6 дворов, 22 жителей мужского пола и 17 женского.
В материалах оценочно-статистического исследования земель Вельского уезда упомянуто, что в 1900 году в административном отношении деревня входила в состав Чадромского сельского общества Леонтьевской волости. На момент переписи в селении Ирзенское находилось 10 хозяйств, в которых проживало 28 жителей мужского пола и 42 женского.